# سامانه پرداخت تجارت الکترونیک

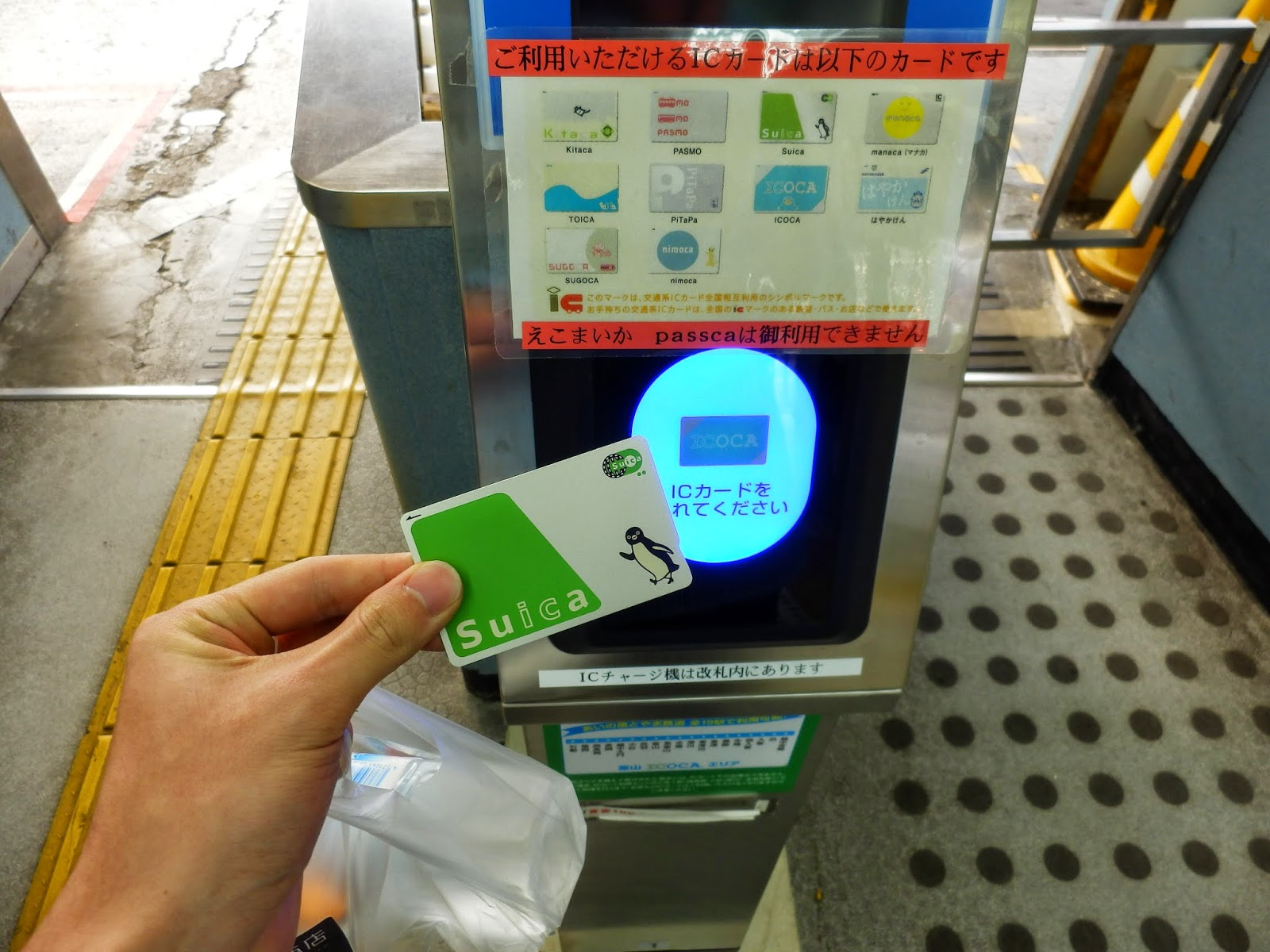
نمونه ای از پرداخت الکترونیکی در ایستگاه قطار

پرداختن پول از راه اینترنت و بدون حضور فیزیکی پول نقد یا کارت بانکی را پرداخت برخط می‌نامند. با گسترش اینترنت در بین مردم و پذیرش امنیت پرداخت با استفاده از اینترنت، پرداخت برخط در حال گسترش است.
یک راه بهره‌بردن از پرداخت برخط برای فروشنده (دریافت کنندهٔ پول) به این شکل است که مدیران درگاه‌های اینترنتی با بانک‌ها قراردادی می‌بندند و به این ترتیب پول با همکاری بانک از طریق اینترنت از حساب مشتری به حساب مدیر درگاه واریز می‌شود.